# Luis Chamizo
Luis Florencio Chamizo Trigueros (Guareña (Badajoz), 7 novembre 1894-Madrid, 24 décembre 1945) était un écrivain espagnol en  castillan et castúo. 
Il naquit au sein d'une famille pauvre et il commença à écrire des poèmes romantiques secrètement. 
Il alla plus tard à Madrid et à Séville, où il entra au lycée et l'école des comptables. Après l'obtention de son diplôme en Droit, il rentra dans son village natal. 
En 1921 il partit pour Guadalcanal (Séville), où il connut sa femme et la mère de ses cinq filles, Virtudes Cordo Nogales. 
En 1924, il fut élu maire de Guadalcanal et membre de la Real Academia de Buenas Letras.

## Livres
- El Miajón de los Castúos (1921)
- Las Brujas (1932)
- Extremadura (1932)
- Obra Poética Completa (1967)